# Kohl Island
Kohl Island är en ö i Kanada.   Den ligger i Regional District of Kitimat-Stikine och provinsen British Columbia, i den sydvästra delen av landet, 3 900 km väster om huvudstaden Ottawa. Arean är 0,88 kvadratkilometer.
Terrängen på Kohl Island är platt. Öns högsta punkt är 86 meter över havet. Den sträcker sig 1,5 kilometer i nord-sydlig riktning, och 1,1 kilometer i öst-västlig riktning.
I omgivningarna runt Kohl Island växer i huvudsak barrskog. Trakten runt Kohl Island är nära nog obefolkad, med mindre än två invånare per kvadratkilometer.